# Majid Tavakoli

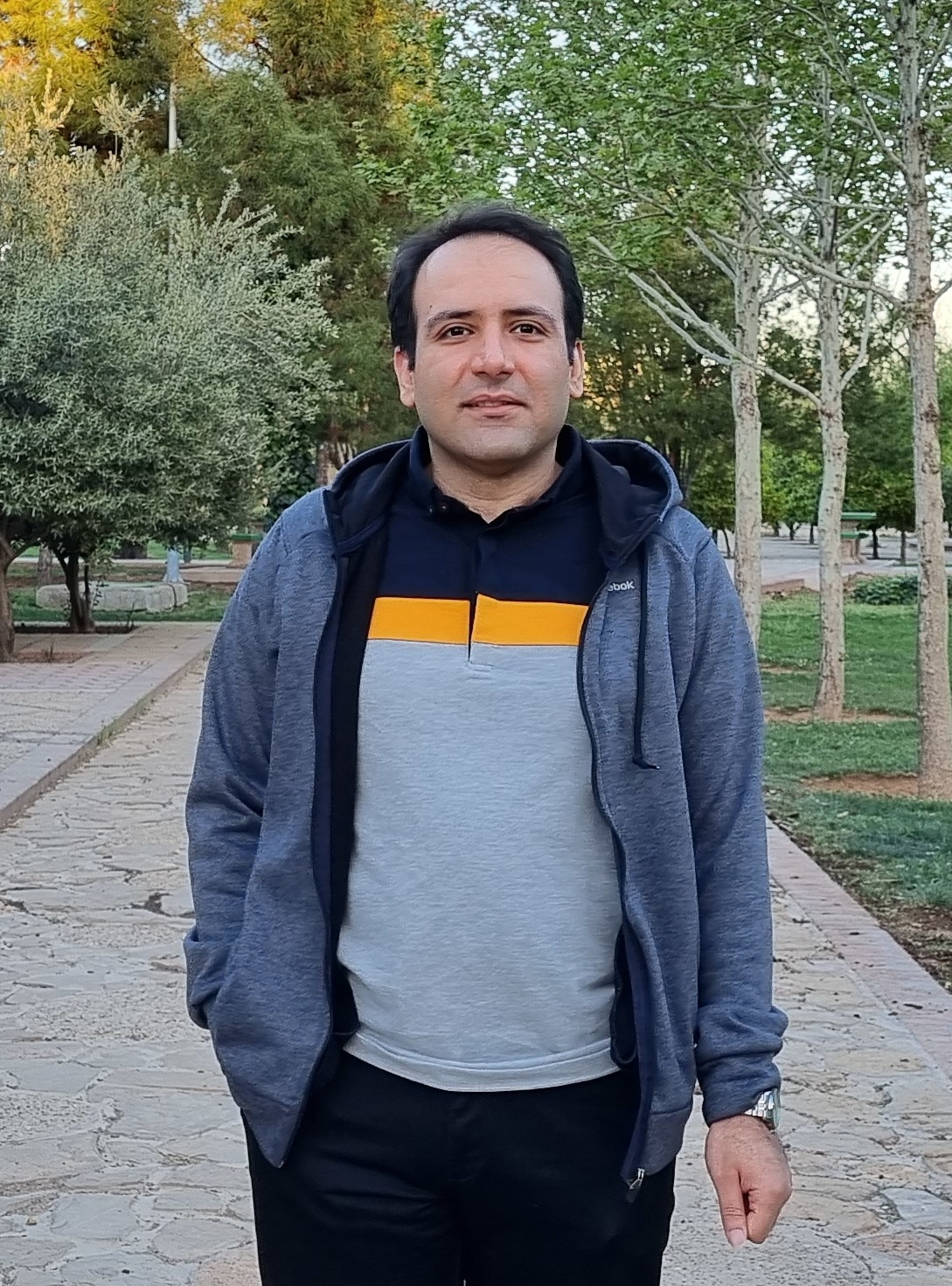
Majid Tavakoli

Majid Tavakoli (persisch مجید توکلی Madschid Tawakoli; * 1986 in Schiras) ist ein prominenter Studentenführer im Iran. Er studiert an der Technischen Universität Amir Kabir in Teheran. Dreimal wurde er verhaftet, zuletzt am 7. Dezember 2009 während der Proteste nach den iranischen Präsidentschaftswahlen 2009. Er wurde in der Haft in Frauenkleidern mit Kopftuch fotografiert, um dadurch als Feigling erniedrigt zu werden und die Studentenbewegung zu diskreditierten. Aus Solidarität haben sich andere männliche Studenten auch in Frauenkleidern mit Kopftuch fotografieren lassen und die Fotografien im Internet eingestellt.
Tavakoli wurde zusammen mit einem weiteren iranischen Studentenführer, Abdollah Momeni, von der tschechischen Menschenrechtsorganisation People in Need der Homo Homini Preis 2009 verliehen.
Der inhaftierte Student der Amir-Kabir-Universität Majid Tavakoli wurde in Einzelhaft verlegt und setzte seinen am 23. Mai 2010 begonnenen Hungerstreik fort, den er nach einer Woche wegen gesundheitlicher Probleme aufgeben musste. Er veröffentlichte einen Brief und äußerte sich gegen die Hinrichtung von Farzad Kamangar und vier weiteren Gefangenen in Teheran. Danach wurde er von Sicherheitskräften mit dem Tode bedroht. Seinen Hungerstreik begann er nach dem Hungerstreik des iranischen Regisseurs Jafar Panahi.
Im Januar 2010 wurde Tavakoli wegen „Teilnahme an illegalen Versammlungen“ und „Beleidigung des Obersten Führers“ zu einer Haft von achteinhalb Jahren verurteilt. Anfang Mai 2011 wurde diese Haftstrafe auf neun Jahre verlängert, weil Tavakoli aus dem Gohardascht-Gefängnis einen Offenen Brief zum Internationalen Studententag vom 7. Dezember 2010 geschmuggelt hatte. Darin hatten Tavakoli und die zu 10 Jahren verurteilte, ebenfalls in Haft befindliche Studentenaktivistin Bahareh Hedayat akademische Freiheit für die iranischen Universitäten postuliert und die iranische Regierung als "Tyrannei" angeprangert.
Mitte des Jahres 2011 hat der CDU-Europaabgeordnete Michael Gahler eine politische Patenschaft für Majid Tavakoli für die Internationale Gesellschaft für Menschenrechte übernommen. 2013 erhielt Tavakoli den norwegischen Student Peace Prize.